# Діана і Актеон (Тіціан)
«Діана і Актеон» — монументальна картина італійського художника епохи Відродження Тіціана, написана в 1556—1559 роках,  є однією з найвизначніших робіт Тіціана. На ній зображено момент, коли мисливець Актеон зустрічає богиню Діану та її німф під час купання. Діана розлючена і перетворює Актеона на оленя, якого потім переслідують і вбивають його власні собаки. Цю сцену Тіціан пізніше зобразив у картині «Смерть Актеона» (Національна галерея).
Сюжет зазвичай розгортається в лісовій місцевості з дуже малою кількістю споруд, окрім невеликих витворів, таких як стіни та фонтани. Тіціан змінює цю традиційну обстановку, помістивши своїх персонажів у кам'яних руїнах лісового храму під аркою. Діана — бліда жінка, друга праворуч. Вона носить корону з півмісяцем на ній, і її прикриває темношкіра жінка, яка сидить крайня праворуч і може бути її служницею. Німфи демонструють різноманітні реакції та різноманітні пози в оголеному вигляді.
У 2008—2009 роках Національна галерея Лондона та Національна галерея Шотландії провели успішну кампанію з придбання картини з колекції Бріджуотер за 50 мільйонів фунтів стерлінгів. У результаті «Діана і Актеон» разом з її парою «Діана і Каллісто» залишаться на виставці у Великій Британії і будуть чергуватися між двома галереями на п'ятирічний термін. Наприкінці 2024 року картина була виставлена в кімнаті 29 Національної галереї в Лондоні.
«Діана та Актеон» — четверта із семи картин, написаних Тіціаном для Філіпа II у рамках серії «Поезія», написана в той же час і в тому ж стилі, що й п'ята картина в серії «Діана та Каллісто».

## Опис

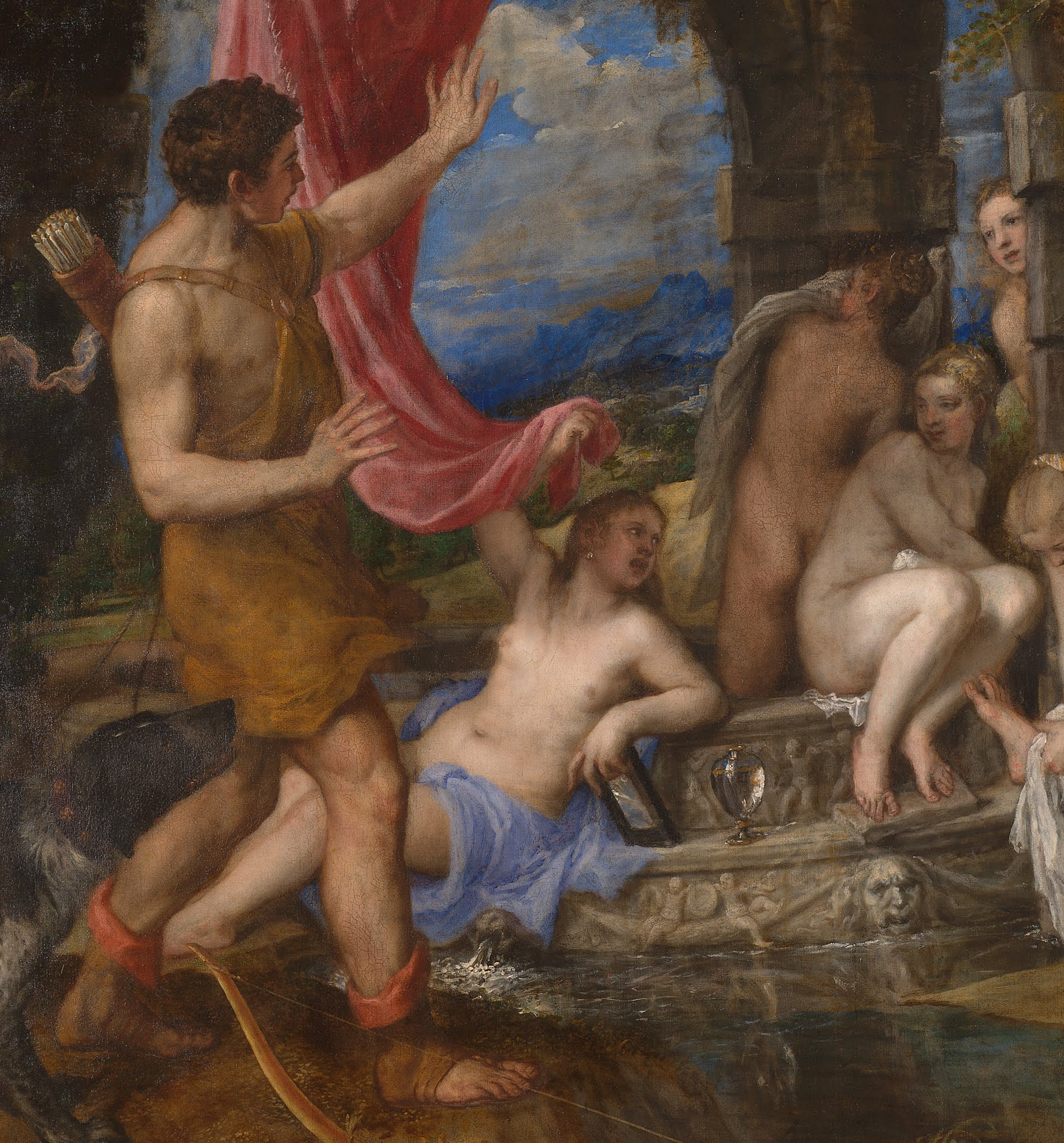
Деталь з Актеоном і німфами

Картина зображує основоположну сцену з другої історії третьої книги «Метаморфоз» римського поета Овідія. У поемі Актеон, онук Кадма, відкликає своїх друзів після успішного полювання через спекотну погоду і ненавмисно заблукає в долину Гаргафія, священне царство Діани, богині полювання. Згодом Актеон, якого зображено у лівій частині картини, опиняється в лісах Беотії, де натрапляє на струмок і вирішує йти за його течією. Цей потік є священним струмком, який веде до гроту, де Діана та її німфи вирішили скупатися після довгого успішного полювання. Не звертаючи уваги, Актеон зі своїми собаками незабаром прибуває до гроту з лівого боку картини і лякає своєю присутністю німф і богиню, що купаються. Від несподіванки німфи в центрі композиції поспішають сховатися, відчайдушно дивлячись на Діану, яка шукає настанови.
Німфи історично називалися Крокале, Нефеле, Гіале, Раніс, Псекас, Фіале і Титанія, хоча конкретні відмінності між сімома або місцеперебування двох останніх німф залишаються невідомими, оскільки на картині зображено лише п'ять німф. Крокале, Нефела, Гіале, Раніс, Псекас і Фіале відомі як Океаніди, титул, який дається приблизно трьом тисячам водяних німф, які були дочками титанів Океана і Тетії; 60 з яких, включаючи цих, були обрані служницями Діани. Ім'я «Титанія» — це термін, який Овідій використовував для опису дочок титанів, хоча цей конкретний випадок, здається, не натякає на конкретного персонажа з грецької міфології або будь-якого персонажа в цій композиції. Діана сидить у крайньому правому куті композиції, повернувшись так, ніби намагається сховатися від глядача та нападника. Вона носить корону з півмісяцем на ній, її прикриває темношкіра служниця і супроводжує маленький коричневий песик, який гавкає на Актеона з ніг Діани. Німфи демонструють різноманітні реакції та оголені пози, які допомагають проілюструвати точний момент конфлікту перед наступним кроком Діани. Розлючена думкою про те, що її може побачити оголеною чоловік, Діана в результаті цього вторгнення обливає нещасного Актеона водою, змушуючи його перетворитися на оленя, якого переслідують і врешті-решт вбивають його ж собаки, що жадібно юрмляться навколо ніг мисливця внизу ліворуч. Пізніше Тіціан зобразить це продовження оповіді на своїй картині 1575 року «Смерть Актеона» (Національна галерея).

## Візуальний аналіз

### Іконопис
Середовище Діани та Актеона всіяне контекстною символікою, яка натякає як на майбутні події після протистояння, так і на мистецькі умовності того часу. Як описано в «Метаморфозах», дія відбувається в країні, яку Овідій описує як природу, наслідуючи мистецтву: «З її скелястих ущелин витікають води, і цівками розливаються в озеро внизу. Природа так розмалювала свою роль, що, здається, вона змагається з мистецтвом». Зіставлення поетом форм природи, що наслідує мистецтво Відродження, відображає рекультивацію природою руїн, а також діє як тонке посилання на мотиви, які згодом вплинуть на унікальну архітектурну адаптацію Тіціаном обстановки оповіді.
В оригінальній поемі обстановка була описана як «Просторий грот, усе навколо поросле сивим мохом і вкрите пемзою». Сама арка, як описано в поемі, традиційно зображується як природна структура, яку зазвичай називають «nativum arcum»; однак, у результаті глибокого синтезу предмета Тіціан натомість замінив ці природні форми, замінивши грот руїнами готичного собору та додавши рустиковану кам'яну колону в центрі фонтану, в якому купаються німфи. Ці мистецькі адаптації були як символічними, так і стилістичними через культурні стигми, пов'язані з готичним і рустикальним стилями дизайну, які багато художників епохи Відродження асоціювали з бездарністю природних форм.
З часів римлян до епохи Відродження будівництво приватних гротів для проведення вечірок і демонстрації творів мистецтва було популярною практикою серед європейської еліти XVI століття, де рустикація була затребуваною навичкою, яка використовувалася для того, щоб розмити межу між природними і штучними елементами. Практика рустикації була формою дизайну кладки, що практикувалася з часів античності і переважно використовувалася для таких споруд, як акведуки, гроти та фонтани, оскільки їхні конструкції були похідними від природних елементів і утворень.
На вершині однієї з колон зображено череп оленя, який випадково перебуває в прямому баченні Актеона, а також оленячі шкури, що звисають з гілок поруч, є засобом символічного передбачення майбутнього, яке має спіткати молодого аристократа. Тіціан спочатку включив підпис «TITANVS F» вертикально на колону, однак, врешті-решт, це було б помилково прийнято за напис та видалено природоохоронцями в 1932 році. Розташувавши колону серед німф поблизу центру композиції, Тіціан зміг спрямувати погляд глядача вгору на арочну споруду на задньому плані. Сама споруда нагадує споруду високого готичного собору, в якому використовується склепіння з стрілчастими арками, а також напівкруглі рустовані арки та рустовані опори. В інших архітектурних термінах цю формацію можна описати як тетрапілон через розташування двох проспектів, що перетинаються, які утворюють прямі кути та стоять над перехрестям. На замковому камені арки, зверненої до глядача, висічено зображення лева, що, як припускають, було тонким натяком на місто Венеція, яке було прийомним домом художника. Інше тонке посилання на Венецію можна знайти в маленькому дзеркалі та венеціанському скляному графині, розташованому на нижній сходинці фонтану, які були загальними символами, використовуваними в зображеннях Благовіщення періоду, який представляв незайманість Діви Марії, яка була адаптована для Діани в цьому випадку. Окрім цнотливості, графин також був символом зору, ясності та спокою, який повертався до групи після того, як невдалий мисливець позбувся. 

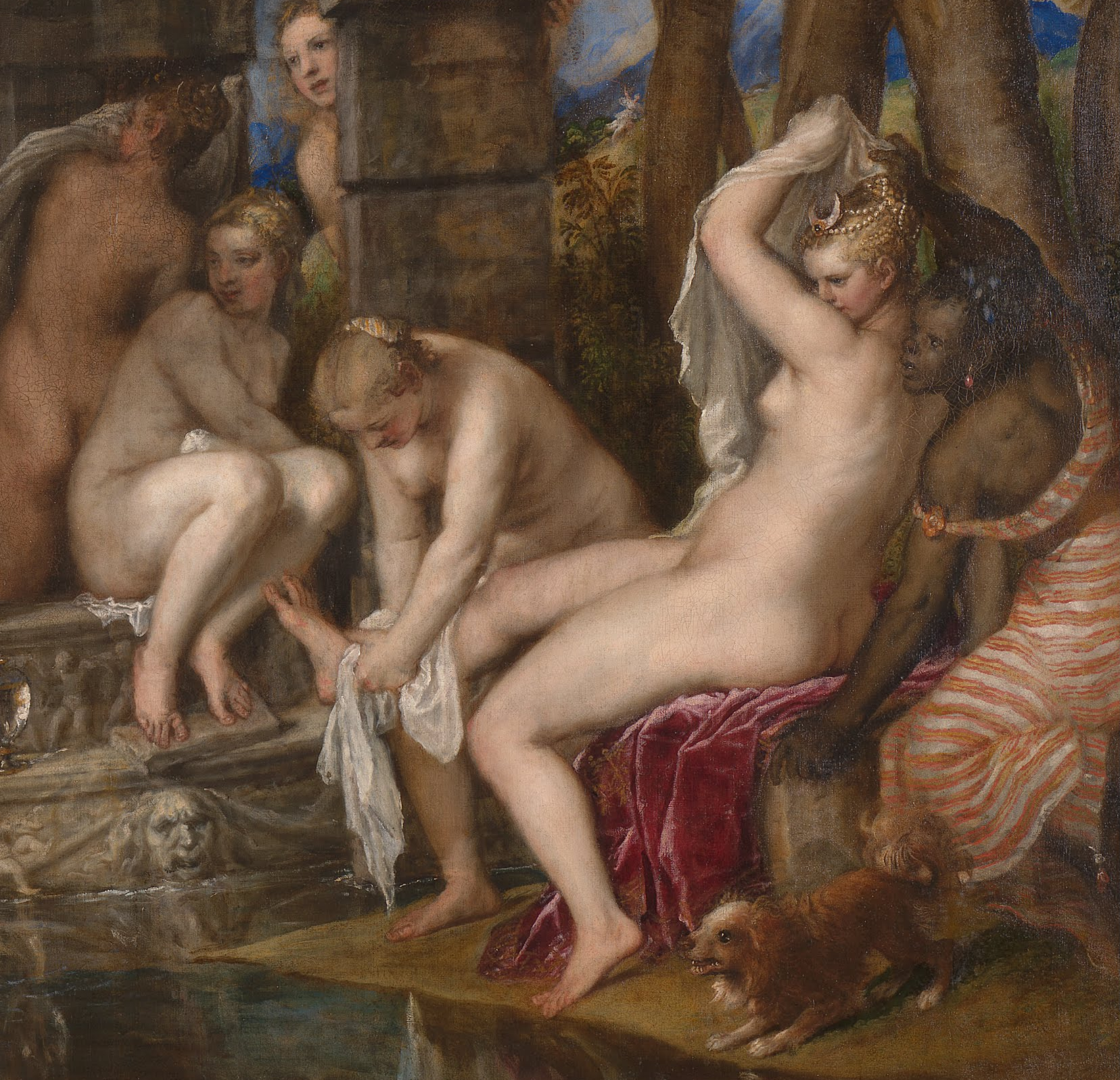
Група навколо Діани

Змістивши фокус у праву нижню частину композиції, ми побачимо Діану, яка сидить обличчям від глядача, а їй допомагають служниця і маленький песик, які були поширеними іконографічними включеннями в ренесансних композиціях як символічні алегорії вірності. Рентгенівське сканування картини показало, що служниця спочатку була намальована як біла людина, а пізніше була зафарбована до її теперішнього чорного вигляду, що, найімовірніше, було зроблено з метою зробити її більш помітною серед навколишніх німф, а також здаватися більш екзотичною для європейського споживача. Символ півмісяця, який є синонімом Діани, зображений на срібній брошці, яку носять на голові Діани, а також на вигнутій спині сукні її служниці; Вважається, що зіставлення світлошкірої богині та темношкірої служниці також символізує світлу та темну сторони місяця.

### Формальний аналіз
Міфологічний епос Тіціана зображений у класичному стилі, що нагадує майстрів раннього Відродження, які зазнали впливу як мистецтва античності, так і залишків середньовічного мистецтва, що все ще виставлялися у більшій частині Європи. Основним чинником, який відрізняв Тіціана від багатьох інших художників епохи Відродження, було прийняття ним техніки колориту, яка використовувала послідовне змішування та нашарування пігментів і вільну роботу пензлем для створення більш натуралістичного вигляду композиції. Використання Тіціаном вільних мазків пензля стало розглядатися як sprezzatura, що описує майже легкі рухи пензля, які призводять до того, що дехто називає незавершеним або non-finito кінцевим продуктом. Завдяки цьому новому невимушеному підходу такі роботи, як «Діана і Актеон», набули широкого впливу та надихнули на адаптацію стилю багатьох італійських художників XVI століття. Ця методологія контрастувала з методом дісегно, популярним серед флорентійських сучасників, таких як Рафаель та Мікеланджело, які надавали перевагу використанню попередніх ескізів на основі моделей для досягнення більш ідеалізованого зображення своїх об'єктів.
Накладаючи шари та змішуючи пігменти для створення більш природних тонів, Тіціан зміг використати більш похмуру кольорову палітру, щоб відобразити широкий спектр емоційних реакцій і позицій своїх суб'єктів. Еволюція Тіціана до більш темних відтінків із ощадливим використанням сміливих кольорів дозволила художнику включити елементи світлотіні та сфумато у свої картини, щоб надати емоційної ваги оповіданням, використовуючи яскравіші кольори, такі як білий і червоний, щоб привернути увагу глядача до певних частин картини. Вважається, що ця зміна стилю разом із його застосуванням важкої роботи пензлем є побічними ефектами погіршення зору старіючого художника, оскільки на момент написання цієї роботи Тіціану було близько 60 років.
Персонажі в різних станах динамічного руху організовані у V-подібну композицію, яка використовує титульних персонажів для оформлення оповіді. Деякі вчені описали «Діану і Актеона» як один із перших барокових творів через використання горизонталей для організації композиції та застосування діагоналей для демонстрації фізичного руху сюжетів поеми. Обрамляючи персонажів у цій композиції та розміщуючи Діану та Актеона на передньому плані, глядач відразу знайомиться з основним конфліктом між двома героями, перш ніж взяти до уваги реакцію служниці, собаки чи німф на задньому плані.
Для того, щоб створити ілюзію перспективи в цьому природному середовищі, було застосовано ракурс, наприклад, тіло Актеона, де його обличчя повернуте на три чверті від глядацтва, що створює ілюзію того, що він рухається до фонтану з німфами. Готичні руїни на тлі також містять докази ракурсу, застосованого в ілюстрованих кутах колон і майже перекриваючих положеннях хрестового склепіння та аркових входів з обох кінців. Однією з головних спонукань Тіціана до зображення своїх суб’єктів в оголеному вигляді була демонстрація переваг живопису в контексті парагону, видатної дискусії серед художників Відродження, яка сперечалася, чи є живопис чи скульптура вищою формою образотворчого мистецтва. Кожна фігура в центрі картини показана в розпалі різноманітних реакцій на раптове вторгнення в їхнє приватне життя, що свідчить про майстерне розуміння художником людської анатомії та класичної скульптури, продемонстроване через безліч різних ракурсів, з яких зображені німфи та Діана з точки зору глядача. Незважаючи на їхній класичний вплив як у темі, так і в зображенні, зображення Діани та її німф Тіціаном більше узгоджується з методами маньєризму, які використовувалися ранніми християнами у їхніх зображеннях біблійних персонажів. Ми бачимо ознаки манірності саме на хребті німфи на задньому плані, яка стоїть спиною до глядача; після уважного огляду можна помітити, що її спина трохи довша, ніж у звичайної людини.

## Історія твору

### До 2005 року
«Діана й Актеон» є частиною серії із семи відомих полотен, «поезій», що зображують міфологічні сцени з «Метаморфоз» Овідія, намальованих для короля Іспанії Філіпа II (після того, як Максиміліан II імператор Священної Римської імперії відхилив пропозицію Тіціана намалювати їх для нього). Робота залишалася в іспанській королівській колекції до 1704 року, коли король Філіп V передав її французькому послу. Невдовзі її придбав Філіп II, герцог Орлеанський, племінник Людовика XIV і регент Франції під час неповноліття Людовика XV, для своєї колекції. Після Французької революції у 1791 році Орлеанська колекція була продана брюссельському дилеру Луї Філіпом II, герцогом Орлеанським, за два роки до того, як він був страчений на гільйотині. Потім цей дилер виставив багато картин із колекції (включно з Тіціановими) у Лондоні.
Найбільшу частину колекції купив у 1798 році вугільний магнат Френсіс Егертон, 3-й герцог Бріджуотер, зокрема цю картину, «Діану і Каллісто» Тіціана (з тієї ж міфологічної серії з семи картин), вісім картин Пуссена, три Рафаеля і «Автопортрет» Рембрандта у віці 51 року.
Третього герцога Бріджуотера, ймовірно, надихнув на купівлю картин його племінник, граф Говер, родоначальник герцогів Сазерлендських. Після смерті Бріджуотера, через п'ять років після покупки, він заповів Тіціана та решту колекції Говеру, який виставив її на загальний огляд у своєму лондонському будинку — відтоді вона перебуває в публічному доступі. Вперше побачивши колекцію там, Вільям Газліт писав: «Я був приголомшений, коли побачив роботи… На мене найшло нове відчуття, переді мною постало нове небо і нова земля». З початком Другої світової війни у вересні 1939 року колекцію було перевезено з Лондона до Шотландії. З 1945 по 2009 рік «Діана і Актеон» та «Діана і Каллісто» (разом з іншими картинами з колекції, відомої під загальною назвою «Позика Бріджуотера» або «Позика Сазерленда») були довгостроково виставлені в Національній галереї Шотландії в Единбурзі. Крім Гезлітта, під час їхнього публічного показу вони надихнули таких митців, як Вільям Тернер і Люсьєн Фрейд — Фрейд описав їх як «просто найкрасивіші картини у світі».

### 2008–тепер
Колекція Сазерлендів перейшла у спадок до 7-го герцога Сазерленда (більша частина статків якого міститься в колекції картин), але наприкінці серпня 2008 року 7-й герцог оголосив, що бажає продати частину колекції, щоб диверсифікувати свої активи. Він запропонував їх британським національним галереям як пару за 100 мільйонів фунтів стерлінгів (третину від їх загальної оціночної ринкової вартості), якщо вони зможуть продемонструвати до кінця 2008 року здатність зібрати цю суму — якщо ні, то пара або інші картини з колекції Бріджуотер будуть виставлені на аукціон на початку 2009 року. За кілька днів після рішення герцога БНГ та Національна галерея Лондона оголосили, що об'єднають зусилля для збору необхідної суми, спочатку у вигляді 50 мільйонів фунтів стерлінгів (або демонстрації того, що ці гроші можуть бути зібрані) для придбання «Діани та Актеона» з виплатою протягом трьох років частинами, а потім 50 мільйонів фунтів стерлінгів за «Діану та Каллісто» з виплатою аналогічним чином з 2013 року.
Хоча кампанія отримала певну критику за мотиви герцога або (з боку Джона Туси та Найджела Керрінгтона з Лондонського університету мистецтв) за те, що вона відволікала увагу від фінансування студентів мистецтв, вона отримала підтримку в пресі як з боку таблоїдів, так і з боку друкованих медіа Великої Британії — імітаційні оголені фотосесії були представлені в обох газетах «Сан» (використовуючи моделі зі сторінки 3 газети, накладені на картину за допомогою фотошопу) і «Дзеркало» (включаючи акторку Кім Кетролл і представленого у творі Ендрю Грема-Діксона «Культурне шоу»). 14 жовтня 2008 року апеляція отримала 1 мільйон фунтів стерлінгів від Художнього фонду, а 19 листопада за цим послідували 10 мільйонів фунтів стерлінгів від Меморіального фонду національної спадщини. З 22 жовтня по 14 грудня 2008 року вона була виставлена в кімнаті 1 Національної галереї в Лондоні, щоб допомогти громадськості — єдиною іншою картиною на цій тимчасовій виставці була пов'язана картина «Смерть Актеона» з колекції Лондонської національної галереї, і вони були проілюстровані відповідними уривками з книги 3 «Метаморфоз» Овідія в перекладі Джона Драйдена.
Спекуляції почалися, коли початковий термін 31 грудня минув без певних новин, а оголошення шотландського уряду про внесок у розмірі 17,5 мільйонів фунтів стерлінгів у січні 2009 року викликало політичну суперечку, коли Ян Девідсон поставив під сумнів угоду в період економічних труднощів. Були також суперечки щодо спроб послабити гарантію того, що герцог не продасть жодної іншої картини з Сазерлендської позики, якщо два Тіціани будуть куплені. Однак 2 лютого 2009 року було оголошено, що «Діана і Актеон» будуть придбані завдяки продовженню терміну для збору додаткових коштів і завершення плану виплат за «Діану і Каллісто» було зібрано 50 мільйонів фунтів стерлінгів. Остаточна сума складалася з 12,5 млн фунтів стерлінгів від уряду Шотландії, 7,4 млн фунтів стерлінгів від громадських пожертв, 12,5 млн фунтів стерлінгів від Національних галерей у Лондоні, 10 млн фунтів стерлінгів від Меморіального фонду національної спадщини, 2 млн фунтів стерлінгів від Фонду пам'ятників, 4,6 млн фунтів стерлінгів від Національних галерей Шотландії і 1 млн фунтів стерлінгів від Фонду мистецтв. Таким чином, «Діана і Актеон» протягом п'яти років демонструватимуться в Шотландії, потім у Лондоні разом із «Смерттю Актеона» протягом п'яти років по черзі.

## Серія дизеньйо «Поезії»Тіціана для Філіпа II
- «Даная», доставлена Філіпу в 1553 році, нині колекція Веллінгтона, з попередніми та пізнішими версіями.
- «Венера і Адоніс», Музей Прадо, доставлений 1554 р., і кілька інших версій
- «Викрадення Європи», прибл. 1560, Музей Ізабелли Стюарт Гарднер
- «Діана і Актеон», 1556—1559, спільне володіння Національної галереї Лондона та Національної галереї Шотландії в Единбурзі
- «Діана і Каллісто», 1556—1559, спільне володіння Національної галереї Лондона та Національної галереї Шотландії в Единбурзі
- «Персей і Андромеда», Колекція Воллеса, прибл. 1553—1562 роки
- «Смерть Актеона», Національна галерея, ніколи не доставлялася і не завжди враховувалась у серії, прибл. 1559 і далі

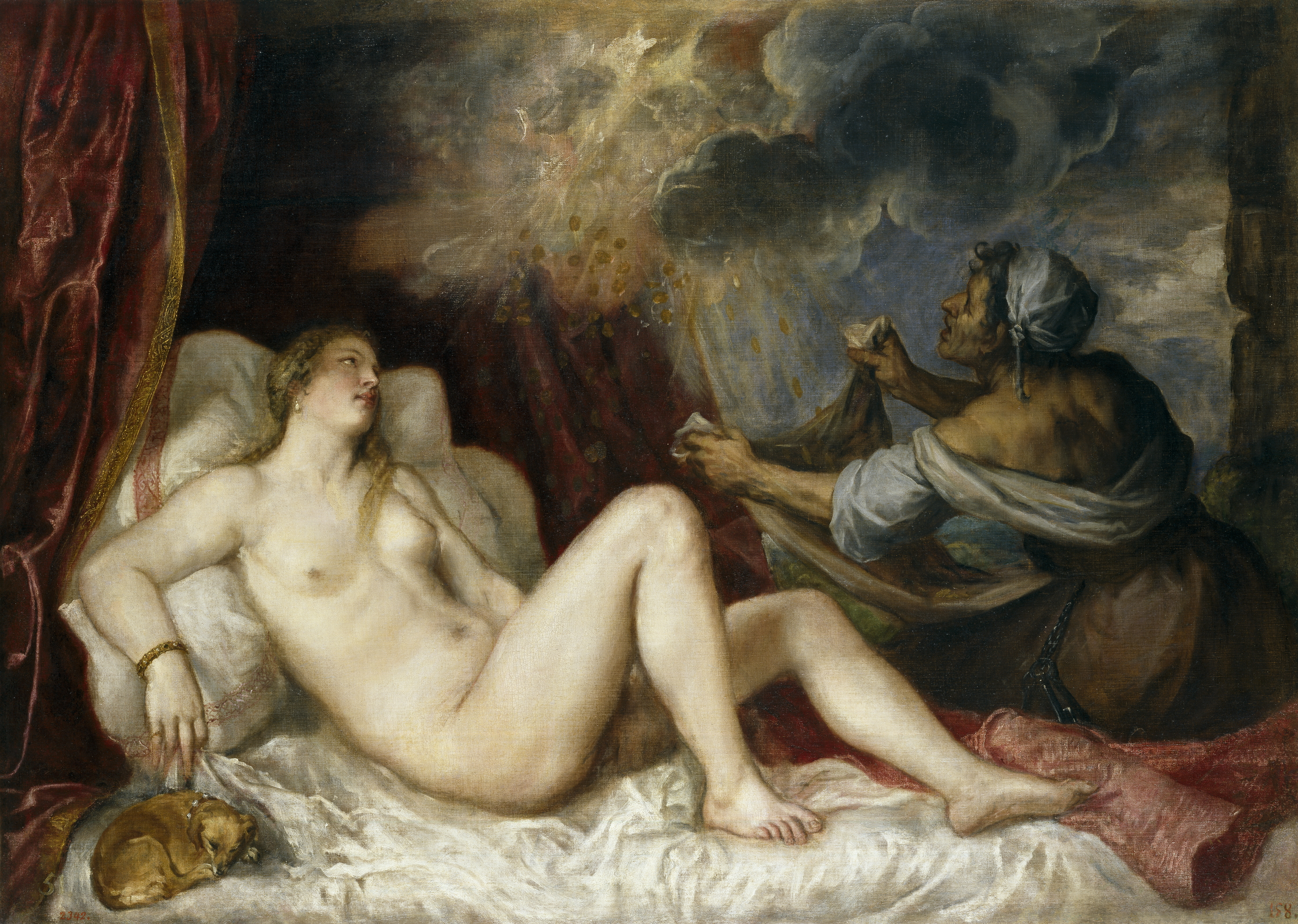
«Даная»
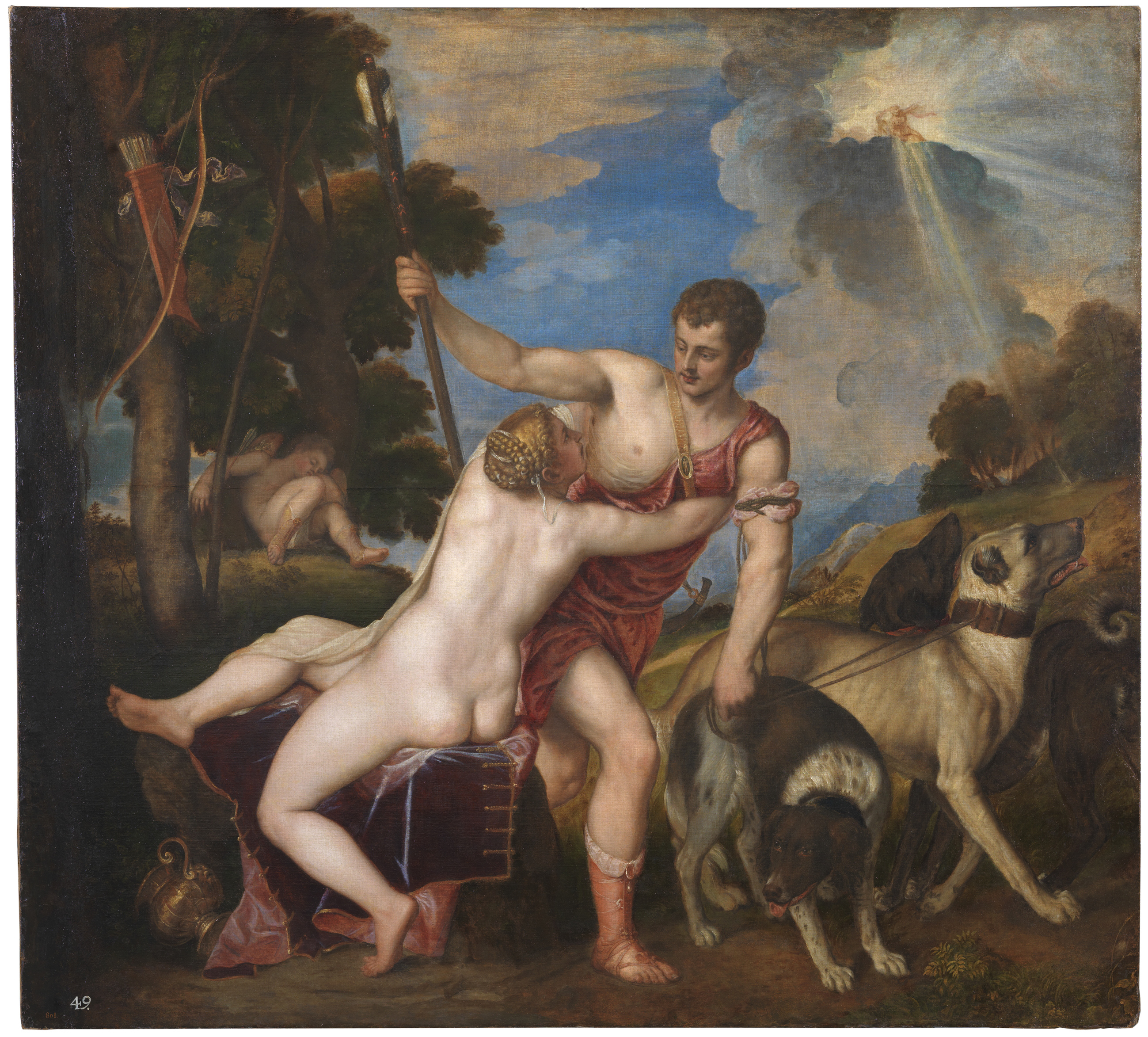
«Венера і Адоніс»
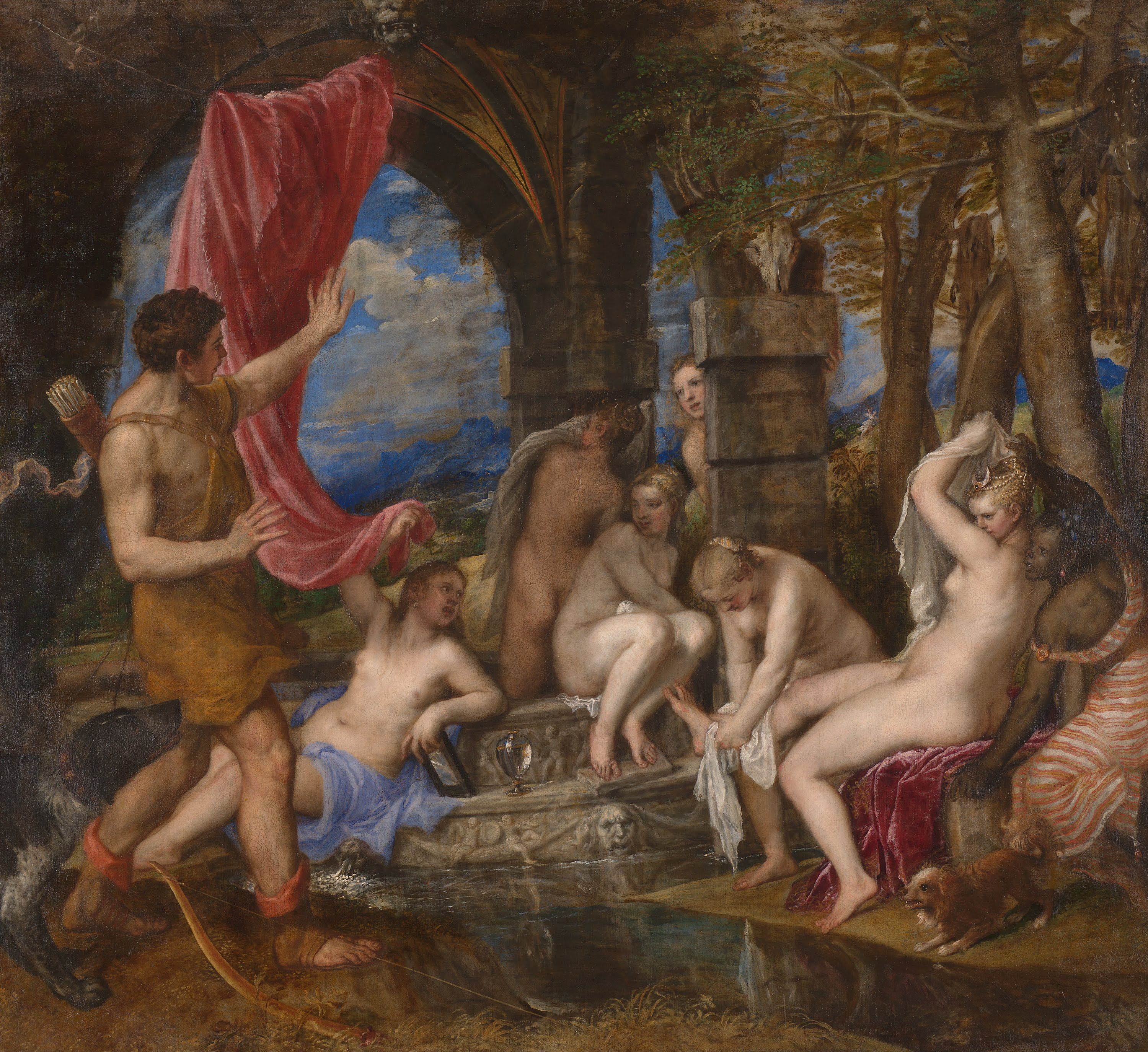
«Діана і Актеон»
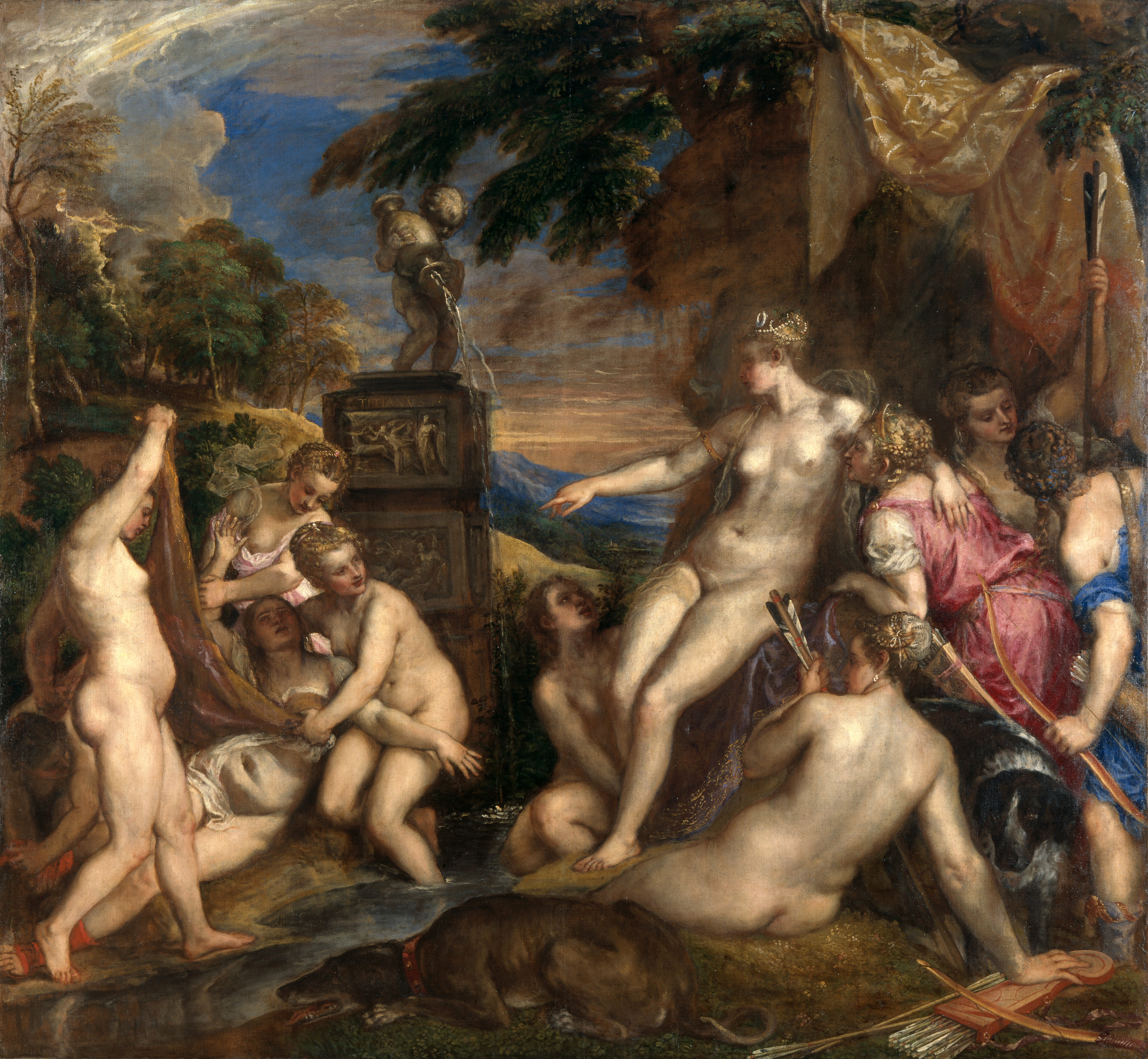
«Діана та Каллісто»
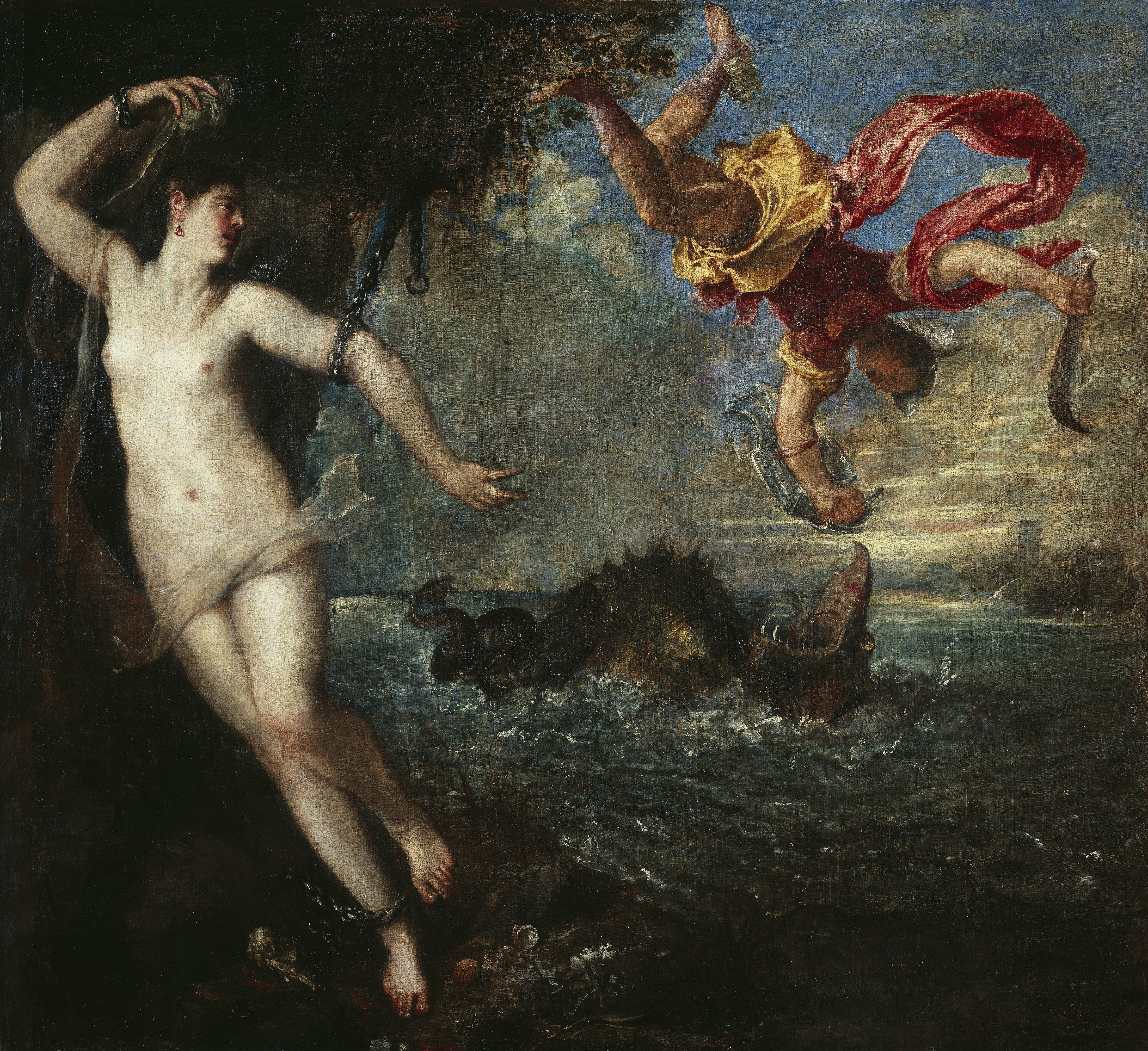
«Персей і Андромеда»
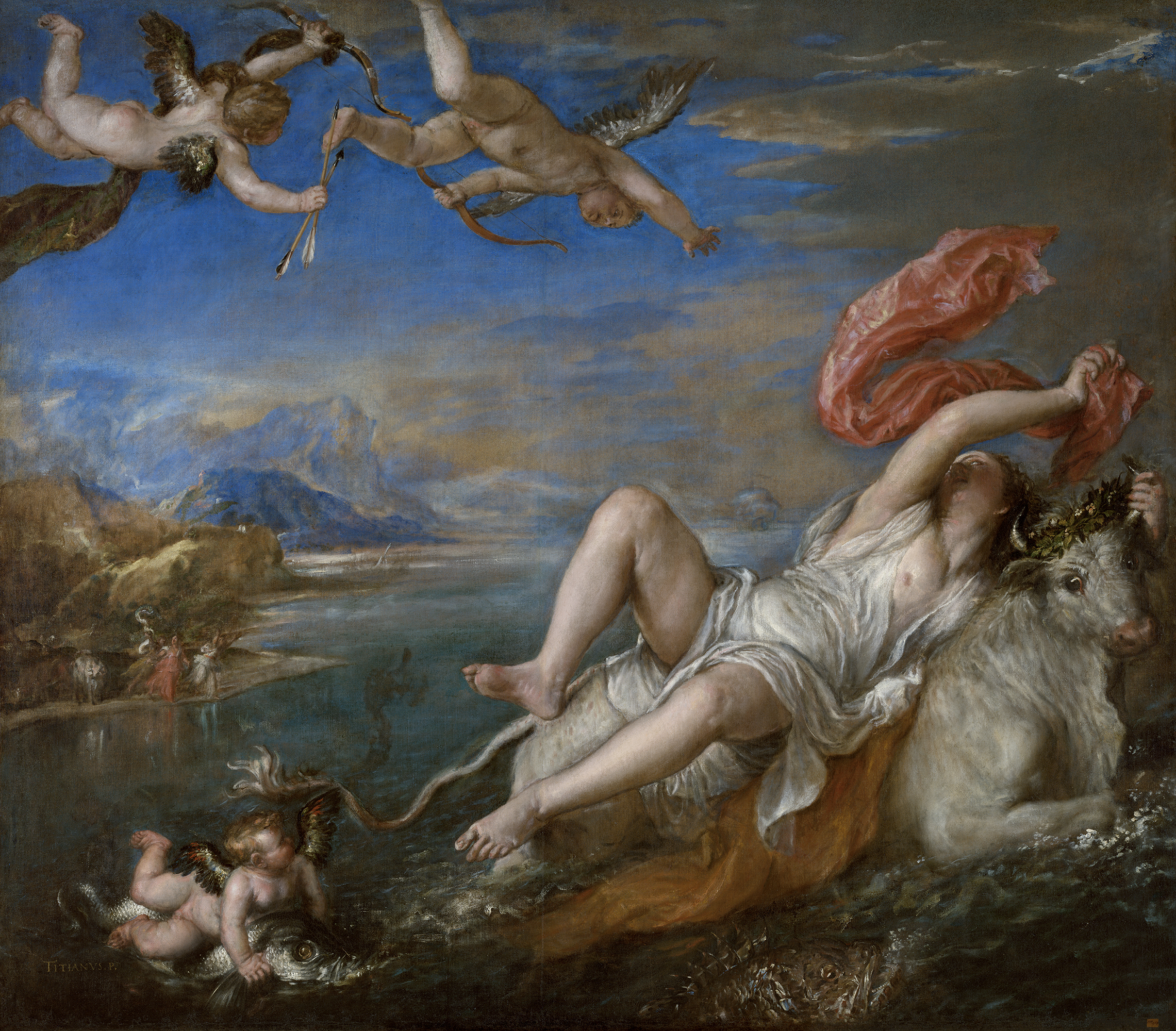
«Викрадення Європи»
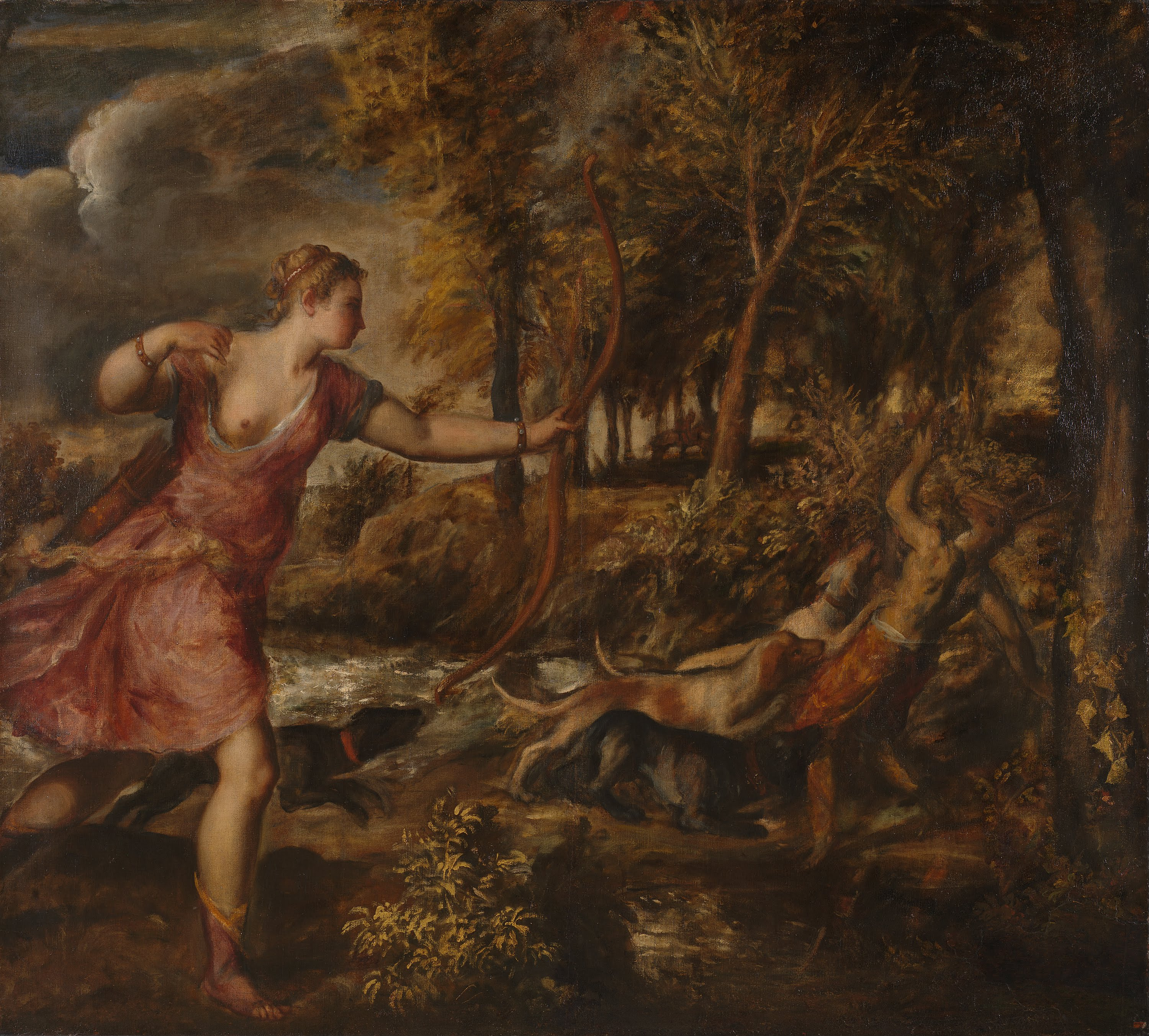
«Смерть Актеона»

## Інтернет-ресурси
- Зображення високої чіткості на Google art
- Діана та Актеон — Запис у каталозі Національних галерей Шотландії